# Pierfrancesco Chili

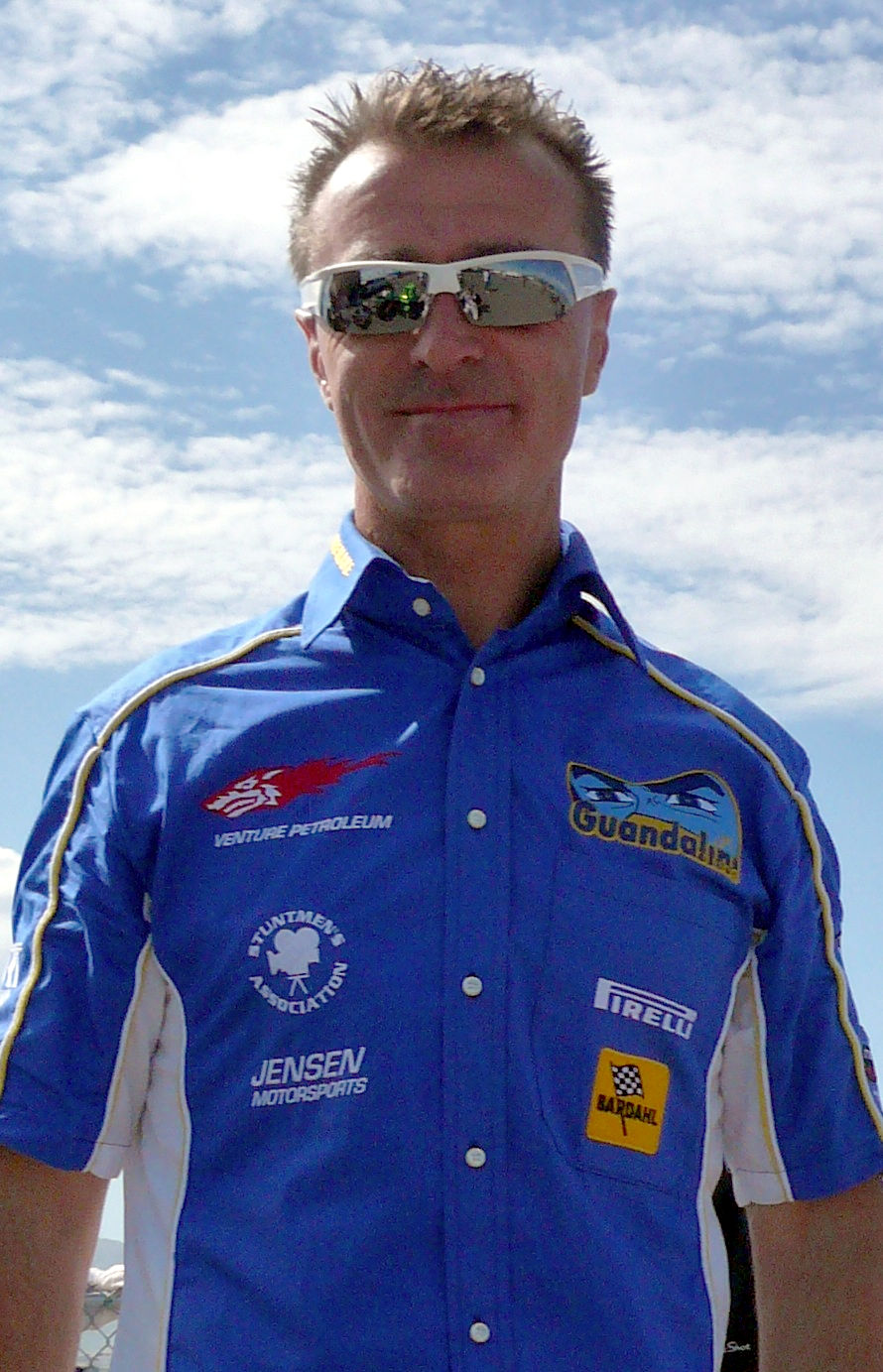
Pierfrancesco Chili (2009)

Pierfrancesco Chili, född den 20 juni 1964 i Bologna är en före detta roadracing-motorcyklist från Italien som är mest berömd för sina framgångar i Superbike (17 segrar). Chili vann även en deltävling i 500GP.

## Segrar Superbike
| Nummer | Bana           | Heat | År   |
| ------ | -------------- | ---- | ---- |
| 1      | Monza          | 2    | 1995 |
| 2      | Monza          | 2    | 1996 |
| 3      | Brands Hatch   | 1    | 1996 |
| 4      | Misano         | 1    | 1997 |
| 5      | Monza          | 2    | 1997 |
| 6      | Brands Hatch   | 1    | 1997 |
| 7      | Albacete       | 1    | 1998 |
| 8      | Nürburgring    | 2    | 1998 |
| 9      | Kyalami        | 1    | 1998 |
| 10     | Kyalami        | 2    | 1998 |
| 11     | Assen          | 1    | 1998 |
| 12     | A1 Ring        | 2    | 1999 |
| 13     | Hockenheim     | 2    | 1999 |
| 14     | Monza          | 1    | 2000 |
| 15     | Donington Park | 2    | 2001 |
| 16     | Laguna Seca    | 1    | 2003 |
| 17     | Misano         | 2    | 2004 |